# علی تابش
علی تابش (۱۰ دی ۱۳۰۴ در تهران – ۱۴ آبان ۱۳۷۶ در تهران) گوینده رادیو، کمدین و بازیگر ایرانی بو‌د.

## زندگی‌نامه
علی تابش دهم دی ماه ۱۳۰۴ در تهران زاده شد. وی در دبیرستان نظام دانشکده افسری تحصیل می‌کرد و به خاطر شرکت در نمایشنامه‌های کمدی از مدرسه نظام بیرون آمد.
آموزش عملیات آکروباتیک را زیر نظر نیلاکوک آموخت.
او فعالیت هنری خود را با بازی در تئاتر «زهره و منوچهر» در سال ۱۳۲۴ آغاز کرد و بعدها در تماشاخانه تهران، نقش پروفسور سوسول را بازی کرد. تابش که با «پیش پرده» که در فاصله دو پرده اجرا می‌شد و یک موزیکال کوتاه بود، آغاز کرد ولی در همان نقش‌های اولیه نشان داد که استعداد فراوانی دارد، به‌خصوص به علت داشتن صدای خوبش، او را برای نقش جوان اول نمایش موزیکال «آرشین مالالان» انتخاب کردند. بعدها «مشهدی عباد» با شرکت او و عزت‌الله وثوق به روی صحنه آمد و به دفعات مختلف در مناطق مختلف ایران به اجرا درآمد. تابش کار بازیگری را ادامه داد و بعدها به سینما پیوست. او در فیلم «مادموازل خاله» نقش یک زن را ایفا کرد و به خاطر این فیلم نامه‌های عاشقانه نیز دریافت کرد.
دوران شکوفایی کار تابش هنگامی بود که در سال ۱۳۳۳ به رادیو آمد. در آن زمان تعداد بسیاری از هنرمندان معروف تئاتر به رادیو روی آوردند. تابش که فقط در برنامه‌های شما و رادیو «برنامه صبح‌های جمعه» شرکت می‌کرد، در مدتی کوتاه جای خودش را باز کرد. تیپ‌های جالب او از جمله «فلفلی»، کودک بی‌ادب شیرین زبان و «خوش نفس» پیرمردی که دائماً «سلام علیکم» می‌گفت، بر ارزش و اعتبار او افزوده بود. تابش گاهی هم ترانه‌های فکاهی با صدای فارسی «ویتوریو دسیکا» اجرا می‌کرد.
در سال ۱۳۴۰ به همراه پرویز خطیبی تصمیم گرفتند که یک برنامه نیم ساعته در تلویزیون ایران (متعلق به حبیب ثابت) اجرا کنند. به این ترتیب برنامه کمدی ـ انتقادی «تک مضراب» شکل گرفت؛ که تا زمان تشکیل سازمان تلویزیون ملی ایران و ادغام رادیو و تلویزیون ادامه یافت.
در همین سال‌ها او از کارهای هنری کناره‌گیری کرد و در تهران یک فروشگاه شیرینی فروشی باز کرد؛ ولی بعدها پس از انقلاب ۱۳۵۷ مجدداً [برای مدت کوتاهی]
به همراه منوچهر نوذری به رادیو ایران پیوست.
علی تابش در ۱۴ آبان ۱۳۷۶ درگذشت و در قطعه ۸۴ ردیف ۱ شماره ۳۰ بهشت زهرا دفن شد.

## فیلم‌ها
1. جعفر جنی و محبوبه‌اش (۱۳۵۲)
2. ضعیفه (۱۳۵۱)
3. یک خوشگل و هزار مشکل (۱۳۵۰)
4. شاهراه زندگی (۱۳۴۷)
5. من شوهر می‌خواهم (۱۳۴۷)
6. فردای باشکوه (۱۳۴۶)
7. نسیم عیار (۱۳۴۶)
8. شوخی نکن دلخور می شم (۱۳۴۵)
9. دنیای پول (۱۳۴۴)
10. جاهل‌ها و ژیگول‌ها (۱۳۴۳)
11. با معرفت‌ها (۱۳۴۲)
12. آینه تاکسی (۱۳۳۹)
13. بچه ننه (۱۳۳۹)
14. پیمان (۱۳۳۹)
15. در جستجوی داماد (۱۳۳۹)
16. دوستان یکرنگ (۱۳۳۹)
17. اینم یک جورشه (۱۳۳۸)
18. پیمان دوستی (۱۳۳۸)
19. می‌میرم برای پول (۱۳۳۸)
20. مادموازل خاله (۱۳۳۶)
21. مردی که رنج می‌برد (۱۳۳۶)
22. نردبان ترقی (۱۳۳۶)
23. بوالهوس (۱۳۳۳)
24. گناهکار (۱۳۳۲)
25. مشهدی عباد (۱۳۳۲)
26. میهن‌پرست (۱۳۳۲)
27. پریچهر (۱۳۳۰)